# 石鲁
石鲁（1919年—1982年），原名冯亚衍，四川仁寿人，因仰慕石涛、鲁迅，以石鲁为号。中国画大师，有“长安画派旗手”之称。

## 生平
石鲁出身仁寿大族家有庞大的庄园和万卷藏书的藏书楼．曾就读于成都东方美术专科学校国画系（1934年~1937年）和华西协和大学文学院历史社会学系（1938年初）。1939年来到中国共产党控制下的陕甘宁边区，在陕西吴堡青训班和延安公学院（1940年）学习。
在陕北期间历任西北文艺工作团美术组长、陕甘宁边区文化协会美术干部、《群众画报》编辑、延安大学文艺系美术班主任。
1949年后一直在西安作画，历任西北美术工作者协会副主任、《西北画报》社社长、中国美术家协会陕西分会主席、陕西国画院名誉院长、中国美院常务理事、中国画研究院委员、陕西美协主席等。
1964年《转战陕北》一画被认为犯有严重政治错误，精神受到打击。1965年，石鲁患上精神分裂症。文化大革命中曾遭受政治打击，几经牛棚出逃，被抓回后因其精神分裂才未被枪决。1982年因癌症去世。

## 风格
石鲁性格外向，被称为狂人；画风大胆激进，富于试验性，开一代风气，作品个性鲜明，后期作品画诗书刻融为一体．曾有“野怪乱黑”的评价。石鲁以一首打油诗回应了这种评价：「人骂我野我更野，搜尽平凡创奇迹。人责我怪我何怪，不屑为奴偏自裁。人谓我乱不为乱，无法之法法更严。人笑我黑不太黑，黑到惊心动魂魄。野怪乱黑何足论，你有嘴舌我有心。生活为我出新意，我为生活传精神。」

## 主要作品
《南泥湾途中》、《转战陕北》、《华岳之雄》、《荷雨图》等，此外还有著作《石鲁学画录》。

### 作品失踪事件
2012年9月21日，石鲁家人将家中所藏150件石鲁作品捐献给中国国家博物馆。2010年，石鲁家属委托拍卖公司将《山区修梯田》拍卖，但拍卖未能成功，拍卖公司迟迟不愿将画作交还，石鲁家属通过诉讼才使得这幅画在2014年8月8日进入中国国家博物馆。2012年，石鲁家人捐赠了第一批作品。第二批作品原计划在2014年捐出，但此时石鲁次子石强突然离世，中国国家博物馆前去接收作品时发现部分作品和文献不翼而飞，共计158件套。2016年5月20日，中国国家博物馆通告，石鲁家人发表公开声明追索这批作品和文献。